# Клосс, Мориц
Мориц Клосс (Kloss; 1818 — 1883) — немецкий популяризатор гимнастики.
Был директором и профессором дрезденского института для обучения преподавателей гимнастики, опубликовал: «Die weibliche Turnkunst» (Лейпциг, 1889); «Weibliche Hausgymnastik» (Лейпциг, 1873); «Die Turnschule d. Soldaten» (Лейпциг, 1860); «Katechismus der Turnkunst» (1887).